# Le Geste inexpliqué de Sumiko
Série
Nani ga kanojo o koroshitaka
(1931)
Pour plus de détails, voir Fiche technique et Distribution.
Le Geste inexpliqué de Sumiko (何が彼女をそうさせたか, Nani ga kanojo o sō saseta ka) est un film japonais de Shigeyoshi Suzuki sorti en 1930. Longtemps considéré comme perdu, une copie partielle du film a été retrouvée dans les archives de Mosfilm à Moscou en 1994.

## Synopsis
Sumiko, une jeune et naïve orpheline, est recueillie par son oncle, mais ce dernier la vend à un cirque ambulant.

## Fiche technique

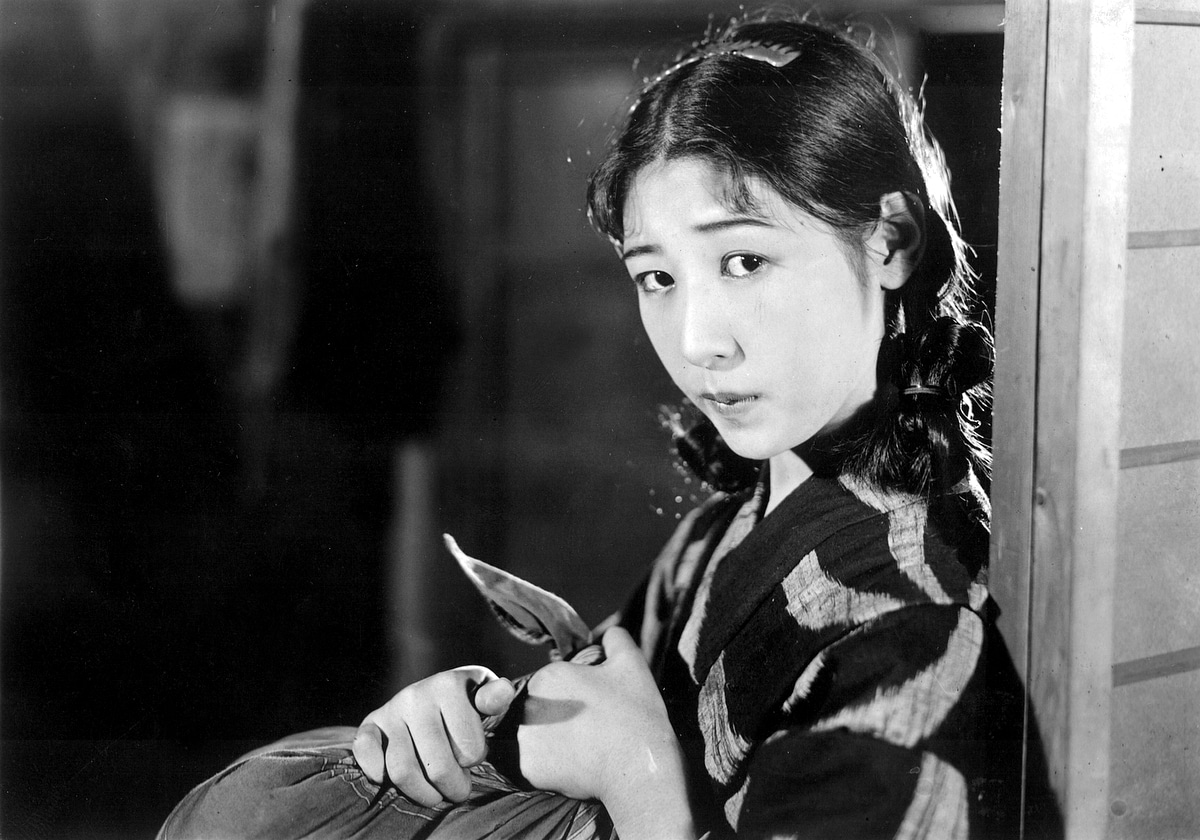
Keiko Takatsu dans Le Geste inexpliqué de Sumiko.

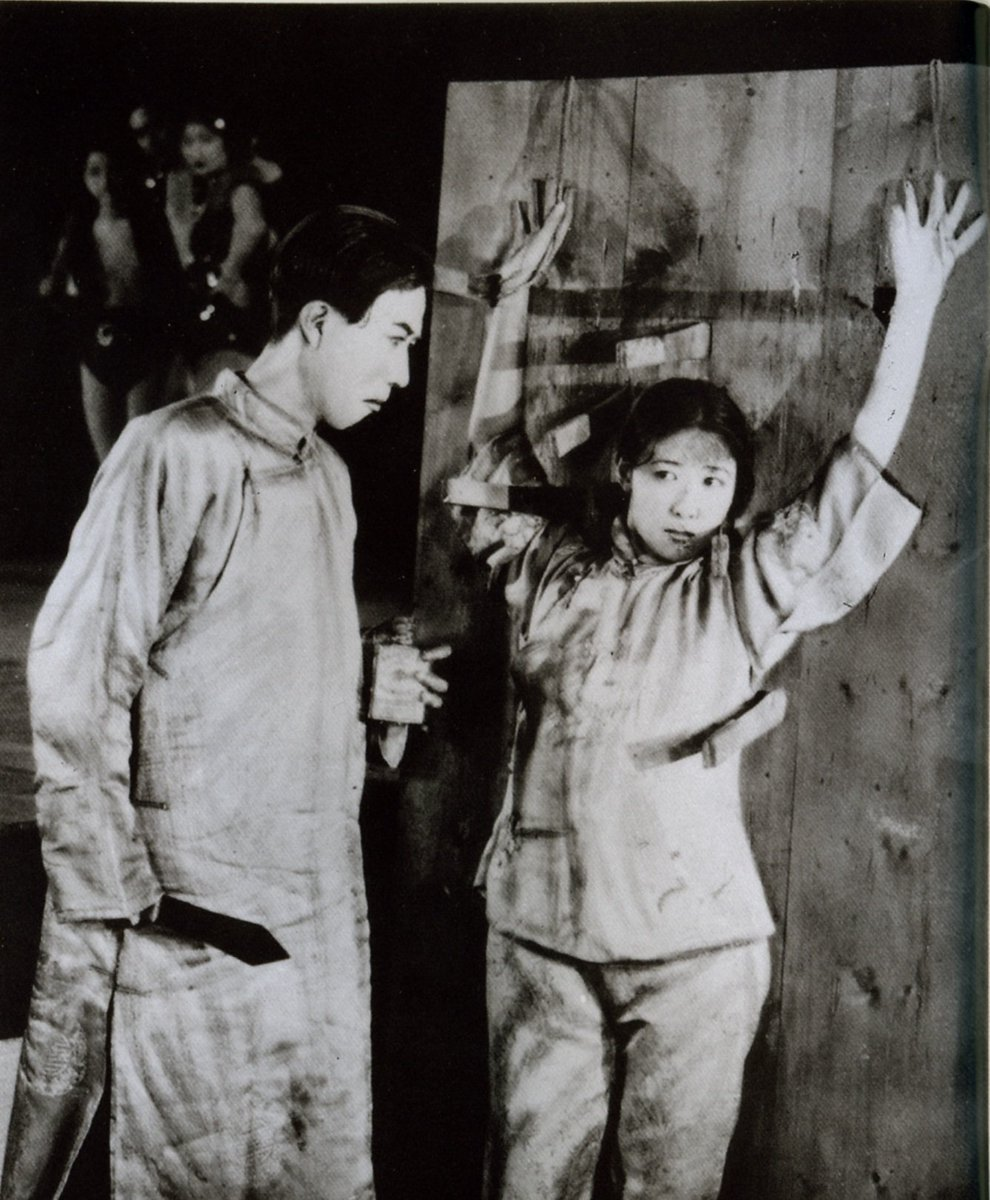
Keiko Takatsu dans Le Geste inexpliqué de Sumiko.

- Titre : Le Geste inexpliqué de Sumiko[2]
- Titre original : 何が彼女をそうさせたか (Nani ga kanojo o sō saseta ka?)
- Titre anglais : What Made Her Do It?
- Réalisation : Shigeyoshi Suzuki
- Scénario : Shigeyoshi Suzuki d'après une pièce de théâtre de Seikichi Fujimori
- Photographie : Seiji Tsukakoshi
- Assistant réalisateur : Sotoji Kimura
- Sociétés de production : Teikoku Kinema Engei
- Pays d'origine :  Empire du Japon
- Format : noir et blanc — 1,37:1 — 35 mm — muet
- Genre : drame ; keiko eiga
- Durée :
  - Version originale : 146 minutes[3] (métrage : 10 bobines - 3019 m[3])
  - Version restaurée : 85 minutes
- Date de sortie :
  - Empire du Japon : 6 février 1930[3]

## Distribution
- Keiko Takatsu : Sumiko Nakamura
- Rintarō Fujima : Akimitsu Hasegawa
- Yōyō Kojima : Sahei Sakamoto
- Hidekatsu Maki : Hara
- Itaru Hamada : Tetsuzo Ogawa, le propriétaire du cirque
- Takashi Asano : Kanta Yamada, l'oncle de Sumiko
- Chieko Sono : Osada, la tante de Sumiko
- Saburō Ōno : le policier Yamashita
- Kangyō Nakamura : l'usurier
- Kōemon Kataoka : Tamai, le vieil homme
- Ryuujin Unno : Shintarō Ichikawa
- Tamako Nijō : Hideko Akiyama
- Shizuko Ozaki : Umeko Yazawa
- Eiko Aida : Okaku Shimamura

## Autour du film
Le Geste inexpliqué de Sumiko est un sommet dans le genre keiko-eiga (film à caractère contestataire), son scénario se base sur une pièce de théâtre de l'écrivain gauchiste Seikichi Fujimori. Cependant, d'après Sotoji Kimura, alors assistant réalisateur sur le film, Shigeyoshi Suzuki avait plus l'ambition de réaliser un film d'avant garde à la manière européenne qu'un film de gauche. Pour lui les scènes d'avant garde sont nombreuses dans le film, il cite en exemple la séquence du cirque : « dans le plan qui succède à celui où la jeune fille est persécutée par les saltimbanques de la troupe, on a rajouté au montage une souris affolée qui court en tous sens à l'intérieur d'un panier ».
Le film fait un triomphe, allant jusqu'à provoquer des émeutes selon la presse de l'époque, c'est le film qui a rapporté le plus d'argent de toute l'histoire du cinéma muet japonais. Sotoji Kimura se souvient : « Vous auriez vu la réaction des spectateurs ! À la fin, quand l’héroïne se révolte, ils lançaient leurs geta ou leurs zōri sur l'écran en hurlant des encouragements ».
Shigeyoshi Suzuki a tourné une suite au Geste inexpliqué de Sumiko intitulée Nani ga kanojo o koroshitaka (何が彼女を殺したか) et sortie l'année suivante en 1931. Elle commence à la sortie de prison de l'héroïne Sumiko Nakamura qui à la fin du précédent film avait dans un coup de folie mis le feu à une église.

## La restauration
Longtemps considéré comme perdu, le film a été restauré à partir de la copie partielle retrouvée dans les archives de Mosfilm à Moscou en 1994, sous la supervision de Yoneo Ōta. Des intertitres ont été ajoutés pour résumer les scènes manquantes, principalement situées au début et à la fin du film, en se basant sur le scénario du film fourni par la famille du réalisateur. La version restaurée a été projetée en 1997 au festival international du film de Tokyo et au Festival du film de Kyoto.

## Récompense
- 1931 : prix Kinema Junpō du meilleur film japonais de l'année 1930[7]